# نهر بنجوي

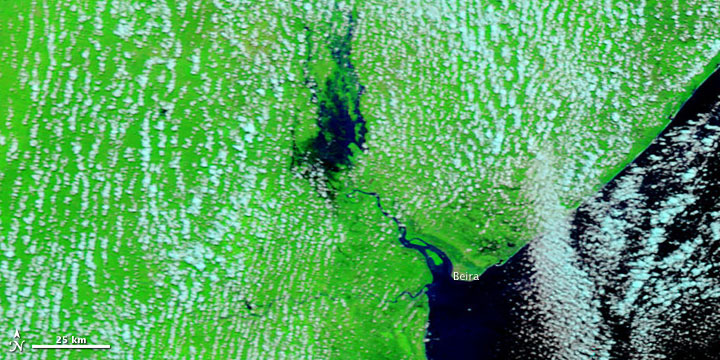
فيضان نهر بنجوي عام 2010 كما يشاهد من الفضاء. تصوير وكالة الفضاء الأمريكية. ناسا

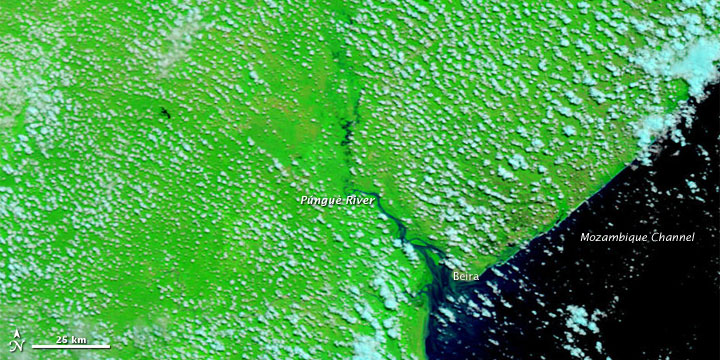
نهر بنجوي يجري طبيعيا في إقليم سفالة في موزمبيق كما يشاهد من الفضاء. تصوير وكالة الفضاء الأمريكية ناسا 2009

نهر بنجوي (بالبرتغالية: Rio Púnguè‏) هو أحد أنهار موزمبيق الرئيسة. ويبلغ طوله 400 كيلومتر. وينبع نهر بنجوي من جبل نيانغاني Nyangani في المرتفعات الشرقية في زيمبابوي. ويجري النهر بإتجاه الشرق في أراضي كل من زيمبابوي وموزمبيق ماراً بإقليم «مانيكا» وإقليم سفالة في الموزمبيق ثم يصب في قناة موزمبيق عند مدينة «بييرا» Beira عاصمة إقليم سفالة مشكلاً مصب عريض  وفي بعض أوقات العام يتسبب هذا النهر وكذلك نهر بوزي بفيضانات تحدث بعض الأضرار.

## حوض نهر بنجوي
حوض نهر بنجوي يشمل أجزاء من إقليم «مانيكا» وإقليم سفالة في موزمبيق، وجزء كبير من مقاطعة «موتاسا» Mutasa في زيمبابوي، والجزء الأصغر من الحوض في شلالات زيمبابوي في مقاطعة «نيانغا». وتقدر الكثافة السكانية في حوض هذا النهر في موزمبيق بحوالي 1,081,000 نسمة، وفي زيمبابوي 95,869 نسمة 
وتعتمد مدينة «بييرا» وهي المدينة الثانية في موزمبيق على مياه نهر بنجوي.